# Güsel Manjurowa

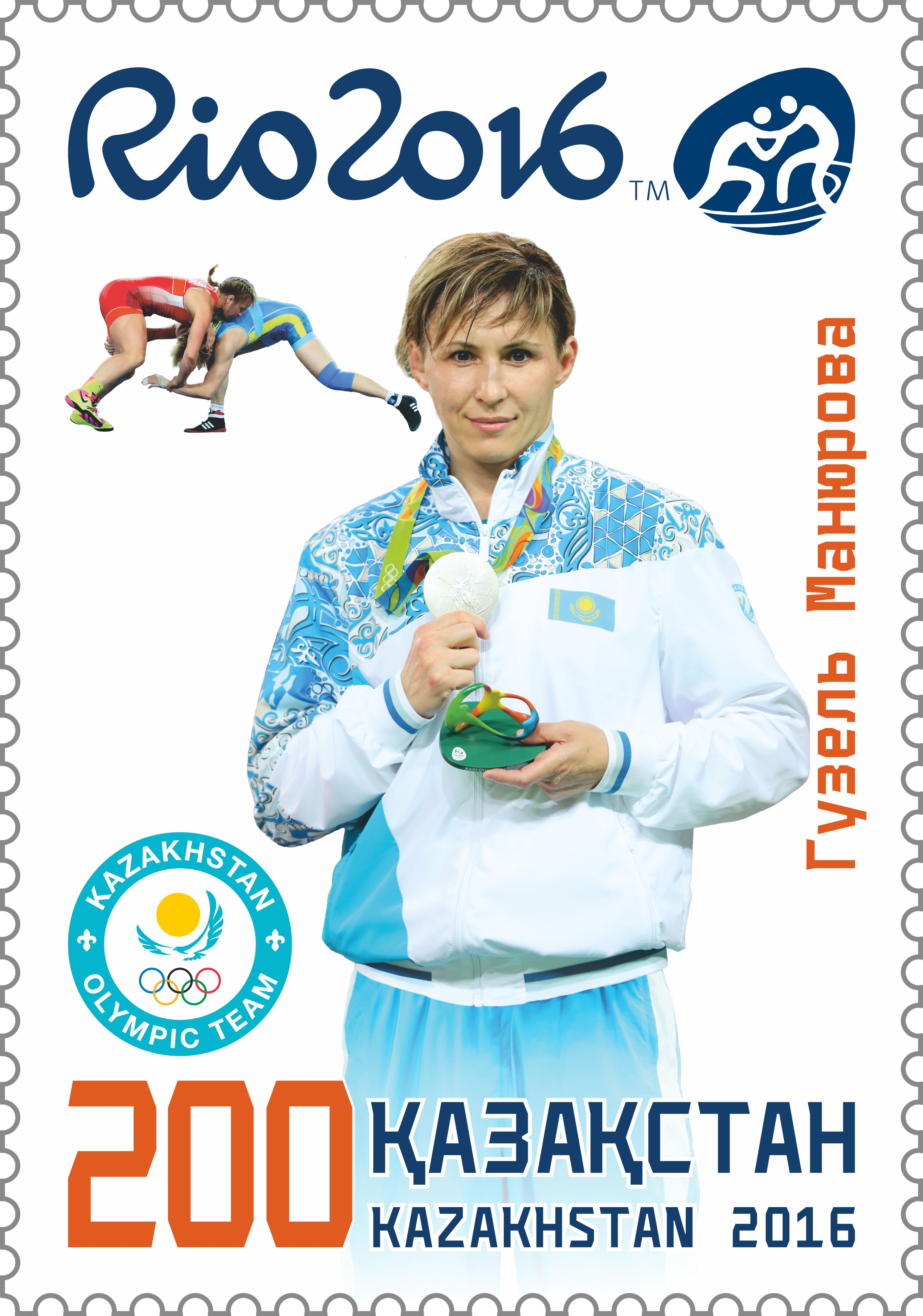
Güsel Manjurowa

Güsel Tachirqysy Manjurowa (kasachisch Гүзель Тахирқызы Манюрова, tatarisch Гүзәл Таһир кызы Мәнүрова, Transl. Güzäl Tahir kızı Mänürova; russisch Гюзель Тагировна Манюрова Gjusel Tagirowna Manjurowa; * 24. Januar 1978 in Saransk, Mordwinische ASSR, Russische SFSR, Sowjetunion) ist eine kasachische Ringerin tatarischer Herkunft, die bis 2010 für Russland startete. Sie gewann bei den Olympischen Spielen 2004 in Athen eine Silbermedaille in der Gewichtsklasse bis 72 kg für Russland. Bei den Olympischen Spielen 2012 in London gewann sie eine Bronzemedaille in der Gewichtsklasse bis 72 kg für Kasachstan.

## Werdegang
Güsel Manjurowa wurde in Mordwinien in einer tatarischen Familie geboren und zog als Kind mit den Eltern nach Moskau. Vor 2002 betrieb sie Aikido, wo sie den 3. Dan besitzt und war zeitweise Vizepräsidenten des Akikai Russland. Da sie einen Wettkampfsport betreiben wollte, begann sie, als sie schon über 20 Jahre alt war, mit dem Ringen. Die 1,74 Meter große Athletin, die immer in der höchsten Frauengewichtsklasse rang bzw. ringt, gehörte zunächst dem Armeesportklub SKA Nowosibirsk und dann dem zentralen Armee-Sportklub CSKA Moskau an. Trainiert wurde bzw. wird sie von Alexander Koliwanow und Igor Fitkulin. Sie ist Absolventin der veterinärmedizinischen Fakultät der Moskauer Universität.
Aus den Anfangsjahren ihrer Karriere sind keine Ergebnisse bekannt. Ihr erstes bekanntes Ergebnis stammt vom Februar 2003, wo sie an einem internationalen Turnier in Kiew teilnahm und in der Gewichtsklasse bis 72 kg, die von Anita Schätzle aus Deutschland vor Kateryna Burmistrowa aus der Ukraine gewonnen wurde, den 7. Platz belegte. Im Laufe des Jahres 2003 muss sich Güsel Manjurowa in Russland nach vorne gerungen haben, denn sie wurde vom russischen Ringerverband bei der Weltmeisterschaft in New York eingesetzt. Dort unterlag sie in ihrem ersten Kampf gegen Edyta Witkowska aus Polen und konnte wegen des damals gültigen eigenartigen Reglements des Internationalen Ringerverbandes trotz zweier nachfolgender Siege über Phillipa Katoniudaulifu aus Australien und Kan Ming-jeong aus Südkorea nur den 9. Platz belegen.
Auch im Jahre 2004 setzte sich Güsel Manjurowa bei der Nominierung der russischen Frauenmannschaft für die Olympischen Spiele in Athen gegen ihre starken Konkurrentinnen durch und schaffte mit einem 3. Platz beim Qualifikations-Turnier in Tunis auch die Kriterien des Internationalen Ringerverbandes (Fila) für einen Start bei diesen Spielen. Vor Athen fanden noch die Europameisterschaften im schwedischen Haparanda statt. Dort siegte sie über Stanka Slatewa aus Bulgarien, Jenny Fransson aus Schweden, Katarzyna Juszczak aus Italien, Anna Wawrzycka aus Polen und Swetlana Sajenko aus der Ukraine und wurde damit Europameisterin. Beim im August 2004 stattfindenden olympischen Ringerturnier siegte sie dann über Marina Gastl, Österreich, Anita Schätzle und Swetlana Sajenko und stand damit im Endkampf gegen die Chinesin Wang Xu, gegen die sie allerdings verlor. Der Gewinn der olympischen Silbermedaille war aber ein herausragender Erfolg für sie.
Im Jahre 2005 war Güsel Manjurowa nur bei der Weltmeisterschaft in Budapest am Start. Sie traf dort in der 1. Runde auf die Mongolin Otschirbatyn Nasanburmaa, gegen die sie nach Punkten verlor. Da die Mongolin den Endkampf nicht erreichte, kam sie nicht in die Trostrunde, schied aus und landete abgeschlagen auf dem 14. Platz. Die nächsten Starts bei internationalen Meisterschaften absolvierte sie dann erst wieder im Jahre 2007. Sie kam dabei sowohl bei der Europameisterschaft in Sofia als auch bei der Weltmeisterschaft in Baku auf den 3. Platz. Bei beiden Meisterschaften unterlag sie im Halbfinale ihren Konkurrentinnen, bei der Europameisterschaft Stanka Slatewa und bei der Weltmeisterschaft Kristie Marano aus den Vereinigten Staaten. Die Bronzemedaillen erkämpfte sie sich durch Siege über Anita Schätzle und Maider Unda Gonzales de Audicana aus Spanien.
Im Olympiajahr 2008 gewann Güsel Manjurowa bei der Europameisterschaft in Tampere nach Siegen über Swetlana Sajenko, Irina Zyrkewitsch aus Kasachstan und Anita Schätzle und einer Niederlage im Endkampf gegen Stanka Slatewa eine EM-Bronzemedaille. Anschließend verpasste sie aber bei den russischen Ausscheidungs-Wettbewerben die Qualifikation für die Olympischen Spiele in Peking und war deshalb dort nicht am Start. Auch im Jahre 2009 nahm sie an keinen internationalen Meisterschaften teil.
Zu Beginn des Jahres 2010 wechselte Güsel Manjurowa dann den Verband und geht seither für Kasachstan an den Start. Für dieses Land wurde sie in den Jahren 2010 und 2011 jeweils asiatische Meisterin. Bei den Asienspielen 2010 in Guangzhou kam sie allerdings hinter Gelegdschamtsyn Narantschimeg aus der Mongolei und Li Dan aus China, gemeinsam mit Kyoko Hamaguchi aus Japan nur auf den 3. Platz. Bei den Weltmeisterschaften 2010 war sie nicht am Start. Bei den Olympischen Spielen 2012 gewann sie eine Bronzemedaille.

## Internationale Erfolge
| Jahr | Platz  | Wettbewerb                                           | Gewichtsklasse | Ergebnis |
| 2003 | 7.     | Intern. Turnier in Kiew                              | bis 72 kg      | Siegerin: Anita Schätzle, Deutschland vor Kateryna Burmistrowa, Ukraine und Tatjana Komarnizkaja, Ukraine                                                                               |
| 2003 | 9.     | WM in New York                                       | bis 72 kg      | nach einer Niederlage gegen Edyta Witkowska, Polen und Siegen über Phillipa Katoniunaulifu, Australien und Kang Min-jeong, Südkorea                                                     |
| 2004 | 1.     | Intern. Turnier in Kiew                              | bis 72 kg      | vor Anita Schätzle, Swetlana Sajenko, Ukraine, Anna Schamowa, Russland und Karine Schadojan, Usbekistan                                                                                 |
| 2004 | 3.     | Olympia-Qualifik.-Turnier in Tunis                   | bis 72 kg      | hinter Christine Nordhagen, Kanada und Swetlana Sajenko |
| 2004 | 1.     | EM in Haparanda                                      | bis 72 kg      | nach Siegen über Stanka Slatewa, Bulgarien, Jenny Fransson, Schweden, Kararzyna Juszczak, Italien und Anna Wawrzycka, Polen und Swetlana Sajenko                                        |
| 2004 | Silber | OS in Athen                                          | bis 72 kg      | nach Siegen über Marina Gastl, Österreich, Anita Schätzle u. Swetlana Sajenko und einer Niederlage gegen Wang Xu, China                                                                 |
| 2005 | 7.     | Iwan-Yarigin-Memorial in Krasnojarsk                 | bis 72 kg      | Siegerin: Anita Schätzle vor Swetlana Sajenko und Swetlana Martynenko, Russland |
| 2005 | 1.     | Poland-Cup in Warschau                               | bis 72 kg      | vor Wetlana Michailina, Russland, Jenny Fransson und Anita Schätzle |
| 2005 | 14.    | WM in Budapest                                       | bis 72 kg      | nach einer Niederlage gegen Otschirbatyn Nasanburmaa, Mongolei |
| 2005 | 1.     | Oslo-Open                                            | bis 72 kg      | vor Darja Nasarowa, Russland und Pia Vollenweider, Schweden |
| 2006 | 1.     | Welt-Cup in Krasnojarsk                              | bis 72 kg      | vor Anita Schätzle, Wang Xu und Darja Nasarowa |
| 2007 | 3.     | Iwan-Yarigin-Memorial in Krasnojarsk                 | bis 72 kg      | hinter Jelena Perepelkina, Russland und Wassilissa Marsaljuk, Belarus |
| 2007 | 1.     | Grand Prix Tourcoing                                 | bis 72 kg      | vor Iris Smith, USA, Maider Unda Gonzales de Audicana, Spanien und Wassilissa Marsaljuk                                                                                                 |
| 2007 | 3.     | EM in Sofia                                          | bis 72 kg      | nach Siegen über Maria Luiza Vryoni, Griechenland einer Niederlage gegen Stanka Slatewa und einem Sieg über Anita Schätzle                                                              |
| 2007 | 3.     | WM in Baku                                           | bis 72 kg      | nach Siegen über Natacha Djedje, CIV, Soumayn Ben Sassi, Tunesien und Swetlana Sajenko, einer Niederlage gegen Kristie Marano, USA und einem Sieg über Maider Unda Gonzales de Audicana |
| 2007 | 4.     | Sunkist-Kids-International-Open in Phoenix (Arizona) | bis 72 kg      | hinter Iris Smith, Darja Nasarowa und Stephany Lee, USA |
| 2008 | 1.     | Intern. Turnier in Kiew                              | bis 72 kg      | vor Jelena Perepelkina, Iris Smith und Alena Starodubzewa, Russland |
| 2008 | 2.     | EM in Tampere                                        | bis 72 kg      | nach Siegen über Swetlana Sajenko, Irina Zyrkewitsch, Kasachstan und Anita Schätzle und einer Niederlage gegen Stanka Slatewa                                                           |
| 2009 | 5.     | Ukrainian-Memorial-International in Kiew             | bis 72 kg      | hinter Jelena Perepelkina, Swetlana Sajenko, Marina Gastl und Stephany Lee |
| 2009 | 3.     | Fila-Golden-Grand-Prix in Baku                       | bis 72 kg      | hinter Stanka Slatewa und Jenny Fransson, vor Ohenewa Akuffo, Kanada und Swetlana Sajenko                                                                                               |
| 2009 | 3.     | Poland-Open in Warschau                              | bis 72 kg      | hinter Stanka Slatewa und Jekaterina Bukina, Russland, gemeinsam mit Ali Bernard, USA, vor Kyoko Hamaguchi, Japan u. Wassilissa Marsaljuk                                               |
| 2010 | 1.     | Asien-Meisterschaft in New Delhi                     | bis 72 kg      | vor Gelegdschamtsyn Narantschimeg, Mongolei, Yoshiko Inoue, Japan und Li Dan, China |
| 2010 | 2.     | Fila-Golden-Grand-Prix in Baku                       | bis 72 kg      | hinter Stanka Slatewa, vor Laure Ali Annabel, Kamerun, Jenny Fransson und Otschirbatyn Nasanburmaa                                                                                      |
| 2010 | 3.     | Asien-Spiele in Guangzhou                            | bis 72 kg      | hinter Gelegdschamtsyn Narantschimeg und Li Dan, gemeinsam mit Kyoko Hamaguchi |
| 2011 | 6.     | Welt-Cup in Liévin                                   | bis 72 kg      | hinter Kyoko Hamaguchi, Jekaterina Bukina, Xu Qing, China, Ali Bernard, USA und Otschirbatyn Nasanburmaa                                                                                |
| 2011 | 1.     | Asien-Meisterschaften in Taschkent                   | bis 72 kg      | vor Wang Jiao, China, Kyoko Hamaguchi und Badrachyn Odontschimeg, Mongolei |
| 2012 | 3.     | OS in London                                         | bis 72 kg      | nach Siegen über Kyōko Hamaguchi, Japan; Kateryna Burmistrowa Ukraine u. Wang Jiao, China und einer Niederlage gegen Natalja Worobjowa                                                  |

## Erläuterungen
- alle Wettbewerbe im freien Stil
- OS = Olympische Spiele, WM = Weltmeisterschaften, EM = Europameisterschaften